# Jeffrey Shallit
Jeffrey Outlaw Shallit, né le 17 octobre 1957 à Philadelphie en Pennsylvanie, est un informaticien, théoricien des nombres et militant des libertés publiques sur l'Internet américain. Sa femme Anna Lubiw est également informaticienne.

## Enfance et éducation
Jeffrey Shallit est né en 1957. Son père, Joseph Shallit, journaliste et auteur, était fils d'immigrés russes et juifs de Vitebsk (aujourd'hui en Biélorussie). Sa mère, Louise Lee Outlaw Shallit, était une auteur. Il a un frère, Jonathan Shallit, professeur de musique. Il a obtenu une licence de mathématiques à l'université de Princeton en juin 1979, puis a reçu son doctorat de mathématiques à l'université de Californie à Berkeley en juin 1983.  Sa thèse, Une théorie métrique des expansions de Pierce, a été faite sous la direction de Manuel Blum.

## Militantisme
Depuis 1996, Shallit est vice-président de la Frontière électronique du Canada (en), qui est une filiale de l'Electronic Frontier Foundation. En 1997, il crée une polémique à la suite de sa publication sur Internet d'un texte intitulé Holocaust Revised: Lies of Our Times (« Holocauste révisé : mensonges de notre ère »), une réimpression d'un article qu'il avait écrit pour une publication d'étudiant à Waterloo en 1993. Dans ce texte, il détaille les milieux et rapports des diverses personnes qu'il accuse d'être négationnistes, en particulier David Irving, Fred A. Leuchter (en) et Eustace Mullins. Ceci a déclenché un échange public de messages entre lui et Irving.

## Vie professionnelle
Shallit est actuellement professeur à l'École d'informatique de l'université de Waterloo. Ses domaines de recherche principaux portent sur la combinatoire des mots, les langages formels, la théorie des automates et la théorie algorithmique des nombres.
Ses publications incluent deux livres Algorithmic Number Theory (avec Eric Bach (en)) et Automatic Sequences: Theory, Applications, Generalizations (avec Jean-Paul Allouche).
Son nombre d'Erdős est 1, en raison d'une publication commune avec Paul Erdős.